# Spectravideo SVI 728
Spectravideo SVI 728 (SVI 728) је био кућни рачунар фирме Spectravideo који је почео да се производи у САД од 1984. године.
Користио је Zilog Z80 као микропроцесор. РАМ меморија рачунара је имала капацитет од 64 kb (највише 144 kb). 
Као оперативни систем кориштен је MSX DOS.

## Детаљни подаци
Детаљнији подаци о рачунару SVI 728 су дати у табели испод.
|                       |                                                            |
| [ 1 ]                 |                                                            |
| Произвођач            |                                                            |
| Тип                   | кућни рачунар                                              |
| Меморија              | 64 (највише 144 )                                          |
| Поријекло             | Сједињене Америчке Државе                                  |
| Година                | 1984                                                       |
| Тастатура             | QWERTY, механичка тастатура                                |
| Процесор              |                                                            |
| Фреквенција процесора | 3,58                                                       |
| RAM                   | 64 (највише 144 )                                          |
| ROM                   | 32 (највише 96 )                                           |
| Текст                 | мод 0: 40 x 24                                             |
| Графика               | мод 2: 256 x 192 са 16 боја (Hires мод)                    |
| Боја                  | 16                                                         |
| Звук                  | General Instruments AY-3-8910 Programmable Sound Generator |
| Димензије             | 34,8 x 26 x 7,1                                            |
| Портови               |                                                            |
| Оперативни систем     |                                                            |